# Sant'Anastasia Calcio 1945
La A.S.D. Sant'Anastasia Calcio 1945 (già Associazione Calcio Sant'Anastasia), nota semplicemente come Sant'Anastasia, è una società calcistica italiana, con sede a Sant'Anastasia (NA). 
Fondato nel 1945, è approdato nelle divisioni nazionali con la denominazione A.C. Sant'Anastasia nella seconda metà degli anni 1990, partecipando per due stagioni al Campionato Nazionale Dilettanti e per tre stagioni alla Serie C2. Dopo aver rinunciato all'iscrizione in Serie C2, nel 2002 è ripartito dalle categorie regionali, assumendo l'attuale denominazione a partire dalla stagione 2008-2009.
I colori sociali sono il blu e il bianco. Gioca le partite casalinghe allo stadio comunale "Agostino De Cicco" di Sant'Anastasia.

## Storia
Fondato nel 1945, l'U.S. Sant'Anastasia militò esclusivamente nei campionati regionali fino agli anni 1990. Dopo aver assunto dapprima la denominazione di A.C. Stasia e poi quella di A.C. Sant'Anastasia, nella stagione 1996-1997 raggiunse il primo posto in Eccellenza, ottenendo la promozione nel Campionato Nazionale Dilettanti.
Al debutto nel Campionato Nazionale Dilettanti il club si classificò in sesta posizione nel girone H. Nella stagione successiva i biancoblu battagliarono ai vertici del campionato assestandosi in prima posizione al termine del girone d'andata; nella seconda parte la guida tecnica del club venne affidata a Pasquale Santosuosso che condusse i vesuviani al primo posto finale nel girone I, con 67 punti in 34 gare, dopo un lungo testa a testa con l'Igea Virtus. Il Sant'Anastasia ottenne così la promozione in Serie C2 accedendovi per la prima volta nella sua storia.
Confermato Santosuosso in panchina, il Sant'Anastasia per la stagione 1999-2000 dovette rinunciare a disputare le gare casalinghe nel proprio stadio a causa dei lavori di adeguamento alla nuova categoria, peregrinando in diversi stadi della Campania. Inserito nel girone C di Serie C2, il club vesuviano faticò nella prima parte di stagione ottenendo la prima vittoria solo all'ottava giornata, quando in panchina era subentrato Marco Maestripieri, e chiudendo il girone d'andata all'ultimo posto. Nel girone di ritorno, i biancoblu risalirono la classifica grazie a numerosi risultati positivi, tra cui le otto vittorie in tutte le gare casalinghe, che proiettarono la squadra a ridosso della zona play-off con 44 punti finali e il sesto posto in classifica.
Anche nel 2000-2001 il Sant'Anastasia dovette fare a meno del proprio stadio, girovagando ancora tra gli stadi dei paesi limitrofi. Il trend positivo inaugurato nel finale della stagione precedente non durò a lungo e già dopo le prime gare di campionato la squadra si ritrovò inghiottita nei bassifondi della classifica nel girone C. Subentrato Gianni Balugani a metà stagione, il club vesuviano chiuse il girone d'andata in penultima posizione. Nonostante un buon girone di ritorno, nel quale la squadra riuscì a totalizzare il doppio dei punti del girone d'andata, i biancoblu si piazzarono quattordicesimi, in piena zona play-out. Nel doppio incontro di spareggio contro la Cavese, i vesuviani riuscirono comunque a salvarsi grazie al miglior piazzamento in classifica, dopo che entrambe le partite erano terminate in parità.
Per la stagione 2001-2002 il Sant'Anastasia poté finalmente usufruire del proprio stadio grazie al completamento dei lavori di ristrutturazione; inoltre, la guida tecnica venne affidata a Massimo Silva, che nella stagione precedente aveva condotto il Taranto al primo posto finale nel girone C di Serie C2. Con una squadra di giovani, i biancoblu disputarono una prima parte di stagione caratterizzata da una lunga serie di pareggi e qualche vittoria che permisero ai vesuviani di stazionare a centro classifica al termine del girone d'andata. Un esaltante girone di ritorno portò la squadra a migliorare ulteriormente i risultati e a piazzarsi in settima posizione nel girone C, con un totale di 45 punti (record per la squadra vesuviana in Serie C2) conquistati nell'arco dell'intero torneo. Nonostante il raggiungimento della salvezza, in estate la dirigenza rinunciò a depositare la fidejussione per l'iscrizione al campionato successivo per motivi economici, causando la non ammissione della squadra alla Serie C2. Il patron Spadaro, pur abbandonando la società, ne scongiurò il fallimento, permettendole di conservare la matricola FIGC e di ripartire dalle divisioni regionali.
Dopo aver assunto la denominazione di A.S.D. Stasia Soccer, il club tornò alla ribalta nel 2012-2013 quando sfiorò il salto di categoria in Serie D: lo Stasia venne eliminato nelle semifinali dei play-off nazionali di Eccellenza, dopo aver centrato il secondo posto in classifica e sfiorato la promozione diretta.

## Colori e simboli
I colori sociali dello Stasia sono il blu e il bianco. La divisa casalinga del club è tradizionalmente di colore blu con bordi e risvolti bianchi. La maglia di trasferta è solitamente di colore bianco.
Lo stemma dello Stasia è composto da uno scudo a sfondo bianco-blu nel cui interno v'è il gonfalone della città di Sant'Anastasia raffigurante il complesso "Monte Somma-Vesuvio".

## Stadio
Il Sant'Anastasia  gioca le partite interne allo stadio comunale "Agostino de Cicco", sito in via Romani a nord-ovest del comune di Sant'Anastasia. Il nome dell'impianto è dedicato alla memoria del giocatore-allenatore del Sant'Anastasia morto durante una partita di calcio nel 1992. Lo stadio ha una capienza di circa 4 000 spettatori ed è costituito da due tribune ed una curva, tutte sprovviste di copertura. Il campo di gioco è in erba sintetica e misura 105 m in lunghezza e 65 m in larghezza.

## Allenatori e presidenti
- 1945-1991 ...
- 1991-1992  Agostino De Cicco
- 1996-1997  Lamberto Leonardi (?-30ª)
- 1997-1998 ...
- 1998-1999  Nino Ferrara (1ª-19ª)
 Pasquale Santosuosso (20ª-34ª)
- 1999-2000  Pasquale Santosuosso (1ª-7ª)
 Marco Maestripieri (8ª-34ª)
- 2000-2001  Marco Maestripieri (1ª-11ª)
 Gianni Balugani (12ª-34ª)
- 2001-2002  Massimo Silva
- 2002-2006 ...
- 2006-2007  Vincenzo La Manna
- 2007-2009  Luigi Santaniello
- 2009-2010  Franco Castellano (1ª-9ª)
 Salvatore Raia (10ª)
 Gennaro Astarita (11ª-30ª)
- 2010-2011  Domenico Panico (1ª-3ª)
 Salvatore Di Costanzo (4ª-5ª e 19ª)
 Luigi Santaniello (6ª-18ª)
 Pasquale Lucignano (20ª-23ª)
 Vincenzo Rossi (24ª)
 Franco Massaro (25ª-30ª)
- 2011-2012  Alessandro Rosolino (1ª-3ª)
 Giovanni Renna (4ª-30ª)
- 2012-2013  Giovanni Renna
- 2013-2014  Antonio Mirra (1ª-10ª)
 Giovanni Baratto (11ª-30ª)
- 2014-2015  Antonio De Stefano (1ª-4ª)
 Giovanni Renna (5ª-30ª)
- 2015-2016  Salvatore Di Costanzo
 Ferdinando Gifuni[19]
- 2016-2017  Pierfrancesco Ulivi
- 2017-2018  Luigi Liguori
 Donadeo
- 2018-2019 carica vacante

- 1945-1992 ...
- 1992-1993  Giuseppe Spadaro
- 1993-1998 ...
- 1998-2000  Antonio Pone
- 2000-2003  Giuseppe Spadaro
- 2003-2006 ...
- 2006-2011  Giuseppina Anastasio
- 2011-2017 ...
- 2017-2018  Eduardo Riccetti
- 2018-2019 carica vacante
- 2019-2020  Giuseppe Di Marzo

## Palmarès

### Competizioni nazionali
- Campionato Nazionale Dilettanti: 1

1998-1999 (girone I)

### Competizioni regionali
- Eccellenza: 1

1996-1997 (girone A)
- Prima Categoria: 1

2005-2006 (girone B)
- Coppa Italia Dilettanti Campania: 1

2012-2013

### Altri piazzamenti
- Eccellenza:

Secondo posto: 2012-2013 (girone A)
Terzo posto: 2013-2014 (girone A)
- Promozione:

Secondo posto: 2006-2007 (girone B), 2007-2008 (girone B)
- Scudetto Dilettanti:

Semifinalista: 1998-1999

## Statistiche e record

### Partecipazione ai campionati
| Livello              | Categoria                       | Partecipazioni | Debutto   | Ultima stagione | Totale |
| -------------------- | ------------------------------- | -------------- | --------- | --------------- | ------ |
| 4º                   | Serie C2                        | 3              | 1999-2000 | 2001-2002       | 3      |
| 5º                   | Campionato Nazionale Dilettanti | 2              | 1997-1998 | 1998-1999       | 4      |
| 1° Livello Regionale | Eccellenza                      | 12             | 1994-1995 | 2024-2025       | 14     |
| 1° Livello Regionale | Promozione Campania-Molise      | 2              | 1977-1978 | 1978-1979       | 14     |
| 2° Livello Regionale | Promozione                      | 8              | 2006-2007 | 2023-2024       | 8      |
| 3° Livello Regionale | Prima Categoria                 | 4              | 1993-1994 | 2005-2006       | 4      |
| 4° Livello Regionale | Seconda Categoria               | 2              | 1991-1992 | 2002-2003       | 2      |
| 5° Livello Regionale | Terza Categoria                 | 1              | 2019-2020 | 2019-2020       | 1      |

### Statistiche di squadra
Le statistiche si riferiscono ai tre campionati di serie C2 (1999-2000, 2000-2001, 2001-2002) e ai due C.N.D. (1997-1998, 1998-1999) disputati dalla A.C. Sant'Anastasia.
- Miglior piazzamento: 6º posto (Serie C2 1999-2000); 1º posto (C.N.D. 1998-1999)
- Maggior numero di punti: 45 (Serie C2 2001-2002); 67 (C.N.D. 1998-1999)
- Maggior numero di vittorie: 11 (Serie C2 1999-2000, Serie C2 2000-2001); 18 (C.N.D. 1998-1999)
- Maggior numero di vittorie in casa (Serie C2): 9 (1999-2000, 2000-2001, 2001-2002)
- Maggior numero di vittorie in trasferta (Serie C2): 2 (1999-2000, 2000-2001)
- Miglior vittoria in casa (Serie C2): 4-0 (1999-2000: vs. Chieti)
- Miglior vittoria in trasferta (Serie C2): 3-1 (2001-2002: vs. Nardò)
- Miglior serie di vittorie (Serie C2): 3 (2001-2002: dalla 20ª alla 22ª giornata)
- Miglior serie di vittorie in casa (Serie C2): 8 (1999-2000)
- Maggior numero di reti realizzate: 41 (Serie C2 2001-2002); 51 (C.N.D. 1998-1999)
- Minor numero di reti subite: 27 (Serie C2 1999-2000); 20 (C.N.D. 1998-1999)
- Minor numero di sconfitte: 9 (Serie C2 2001-2002); 3 (C.N.D. 1998-1999)
- Minor numero di sconfitte in casa (Serie C2): 2 (2000-2001, 2001-2002)
- Minor numero di sconfitte in trasferta (Serie C2): 7 (2001-2002)